# St. Nikolaus (Obervolkach)

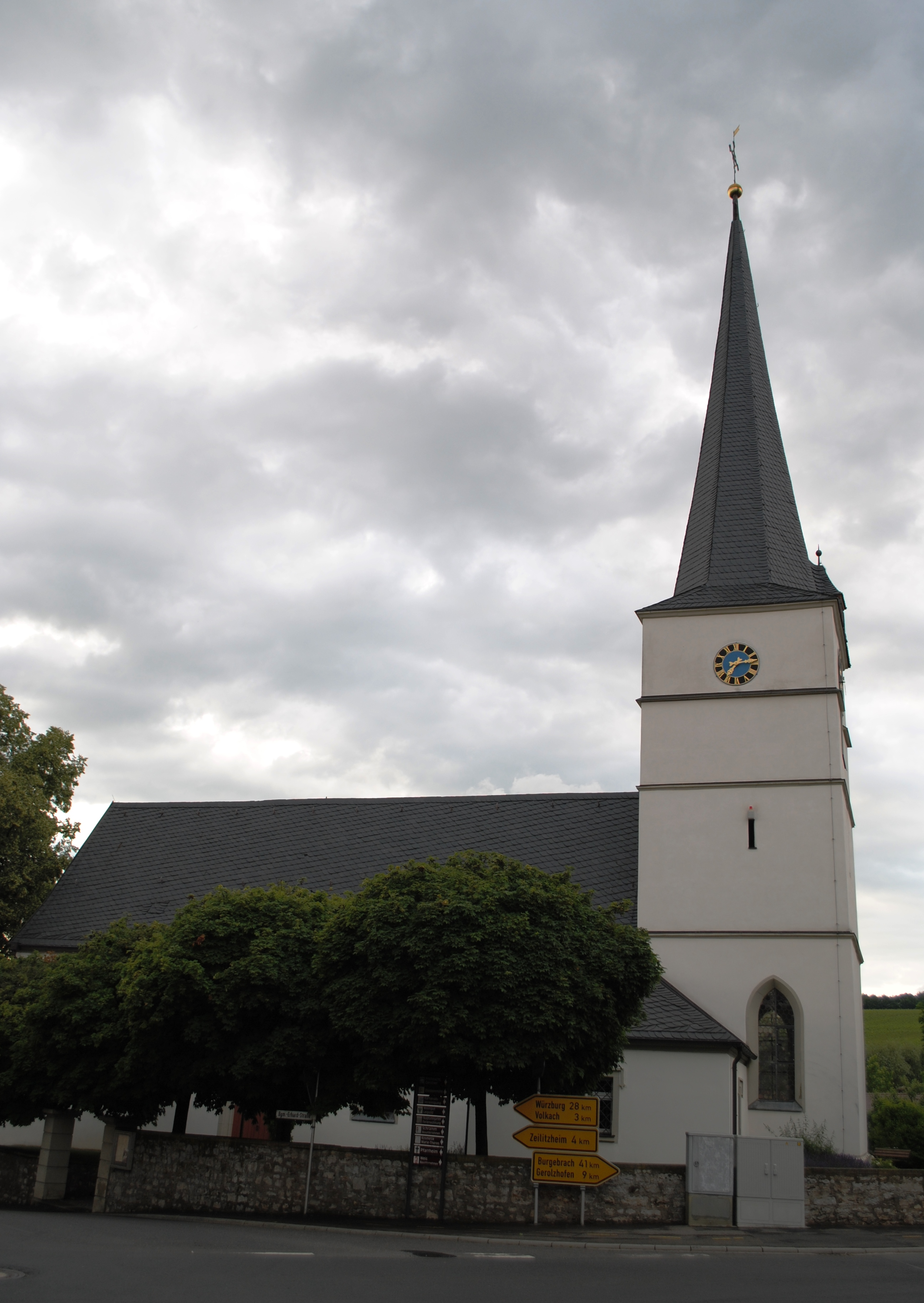
St. Nikolaus, Obervolkach

Die St.-Nikolaus-Kirche in Obervolkach ist die Pfarrkirche der katholischen Gemeinde und das Wahrzeichen des unterfränkischen Dorfes. Sie steht in der Mitte des Ortes an der Schwesternstraße.

## Geschichte
Erstmals erwähnt wurde ein Gotteshaus in Obervolkach im Jahr 1443. Die Urkunde erklärt die Erhebung des Dorfes zur Pfarrei. Die wohl kapellenartige Kirche hatte niedrige, schmale Fensterleibungen auf und war eine von Gaden umgebene Wehrkirche.
In der Amtszeit des Bischofs Julius Echter von Mespelbrunn wurde 1614 ein Spitzhelm aufgesetzt und das Langhaus verlängert. Dies besagt die verwitterte Inschrift über dem Portal: „Bischof Julius im Regiment/ löblich das 40. Jahr vollendt/ bringt wieder die Religion,/ und mit Hülfe seiner Unterthan/ thut er die Kirche restaurieren,/ das Schulhaus auch neu aufführen,/ solch alles nur zum Glück und Segen/ der treue Fürst thut Gott ergeben“.
1774 wurde eine Außentreppe als Zugang zur Empore errichtet.
Im Jahr 1953 wurden die neugotischen Altäre entfernt. 1976 wurde die Grundfläche der Kirche um zwei Drittel erweitert, sie erhielt eine modernere Heizung und wurde 1977 erneut geweiht.
Das Gebäude wird vom Bayerischen Landesamt für Denkmalpflege unter der Denkmalnummer D-6-75-174-276 aufgeführt. Die untertägigen Reste von Vorgängerbauten sind als Bodendenkmal eingeordnet.

## Architektur
Die Kirche ist in den Formen der Spätgotik ausgeführt. Der dreigeschossige Turm wurde direkt über dem Chor als Julius-Echter-Turm errichtet. Die Etagen sind von außen durch Gurtgesimse erkennbar. Der Anbau aus dem 20. Jahrhundert ist leicht zurückgesetzt. Das Langhaus ist flachgedeckt und hat Spitzbogenfenster. Das Portal der Sakristei ist spitzbogig. Der Chor trägt ein Kreuzrippengewölbe. Beim Umbau wurde der Boden mit fränkischen Juraplatten belegt, eine Wendeltreppe führt zur Empore.

## Ausstattung

### Glocken
Das Geläut besteht aus vier Glocken, von denen die älteste, von der Bremer Gießerei Otto gefertigte, aus dem Jahr 1934 stammt. Die anderen Glocken kamen im Jahr 1950 in die Kirche. Ihre Vorgänger fielen wohl dem Einschmelzen von Glocken im Zweiten Weltkrieg zum Opfer.
| Name               | Grundton | Gussjahr | Durchmesser in Zentimeter | Gewicht in Kilogramm | Inschrift                                      |
| ------------------ | -------- | -------- | ------------------------- | -------------------- | ---------------------------------------------- |
| Christkönigsglocke | f        | 1950     | 105                       | 1050                 | „Christkönig, gib und erhalte uns den Frieden“ |
| Nikolausglocke     | g        | 1950     | 72,5                      | 725                  | „Hl. Nikolaus, bitte für uns“                  |
| Marienglocke       | a        | 1950     | 52,5                      | 525                  | „O Maria hilf“                                 |
|                    | c        | 1934     | 77                        | 320                  |                                                |

### Weitere Ausstattung
Zu den wenigen erhaltenen Stücken der alten Kirchenausstattung zählt die mit Muschelwerk verzierte Orgel von 1774, die dem Orgelbauer Franz Seuffert zugeschrieben wird.
Im Jahr 1954 erhielt die Kirche eine neue Ausstattung. Der vom Künstler Ludwig Sonnleitner gestaltete Altar stellt die Heilige Dreifaltigkeit dar. Als Assistenzfiguren sind eine Rokokomadonna aus dem Jahr 1780e rechts vom Chorbogen und eine Figur des Kirchenpatrons Nikolaus links vom Chor.
Der Taufstein im Anbau stammt aus dem späten 16. Jahrhundert.
Drei aus der Obervolkacher Friedhofskapelle stammende Heiligenfiguren schmücken die linke Langhauswand: eine Figur Johannes des Täufers aus dem 15. Jahrhundert, die Mutter Gottes von 1510 und eine Urbanfigur, die um 1490 geschaffen wurde.

## Pfarrer (Auswahl)
Mit der Loslösung von der Pfarrei Volkach im Jahr 1443 erhielt Obervolkach einem eigenen Pfarrer. Die in Obervolkach wirkenden Geistlichen sind seit dem Jahr 1653 vollständig in den Matrikelbüchern überliefert.
| Name                     | Amtszeit  | Anmerkungen |
| ------------------------ | --------- | --- |
| Heinrich Abt             | 1443      | erster Pfarrer |
| Jakob Saletus            | 1578–1583 | lebt nicht zölibatär |
| Heinrich Niemand         | 1583–?    | lebt nicht zölibatär |
| Karl Anton Zöllner       | 1864–1885 | stirbt im Amt |
| Matthäus Knoll           | 1885–1888 | stirbt im Amt |
| Nikolaus Philipp Gengler | 1889–1908 | † 1910; = Obervolkach |
| Ernst Ankenbrand         | 1908–1915 | stirbt im Amt |
| Emil Schmitt             | 1916–1941 | * 31. Dezember 1872 in Röttingen; auch Dekan des Kapitels Volkach; † 18. Mai 1945 in Tauberrettersheim                   |
| Johannes Dorsch          | 1941–1956 | * 26. April 1887 in Stadelschwarzach; † 11. Juni 1960 in Münnerstadt; = Obervolkach                                      |
| Nikolaus Philipp Gengler | 1956–1970 | Neffe des Vorgängers gleichen Namens; * 14. Juli 1894 in Schweinheim; 1968 Ehrenbürgerrecht Obervolkach; † 31. März 1983 |
| Joseph Weber             | 1972–?    | ab 1976 auch Pfarrer von Rimbach                                                                                         |